# Yoshio Sakamoto
Yoshio Sakamoko Deñateke (en japonés: 義雄坂本; Prefectura de Nara, 23 de julio de 1959) es un director, diseñador de escenarios y guionista de videojuegos que trabaja para Nintendo. Es conocido por su trabajo como director de los videojuegos de la saga Metroid.

## Carrera
Sakamoto entra a formar parte de Nintendo en 1982, nada más salir de la escuela de arte. Para su primer trabajo es seleccionado por Shigeru Miyamoto, y entra en el equipo de diseño del Nintendo R&D1 para el videojuego arcade Donkey Kong Jr.. Tras esto, ayuda en el diseño de Kid Icarus y dirige el primer Metroid (ambos en 1986).
A este primer juego de la saga le seguirían Super Metroid (1994), Metroid Fusion (2002) y Metroid: Zero Mission (2004), también como director. Además, ha sido el supervisor de la producción de Metroid Prime (2002), Metroid Prime 2: Echoes (2004) y Metroid Prime 3: Corruption desarrollados por Retro Studios.
Otros juegos dirigidos por Sakamoto fueron Balloon Fight (1984), Balloon Kid (1990) y X (1992).
En cuanto a su faceta como diseñador, ha trabajado en los siguientes juegos: Balloon Kid (1990), Kaeru no Tame ni Kane wa Naru (1992), Teleroboxer (1995), Galactic Pinball (1995), Game & Watch Gallery (1997), Wario Land 4 (2001), Super Smash Bros. Melee (2001), Wario World (2003) y WarioWare, Inc. (2003).
Sakamoto fue uno de los miembros más destacados del ya extinto Nintendo R&D1, dentro del cual, creó el Equipo Shikamaru dedicado a la creación de guiones para los videojuegos creados dentro del R&D1. Los guiones creados por Sakamoto pertenecen a los juegos Ginga no Sannin (1987), Famicom Tantei Club (1988), Famicom Tantei Club Part 2 (1989), Kaeru no Tame ni Kane wa Naru (1992) y Card Hero (2000).
Tras la creación en 2004 del equipo Nintendo SPD, dirigió y prodújo los desarrollos del SPD Production Group 1, responsables del codesarrollo de la saga Wario Ware.
Tras la reestructuración de Nintendo de 2015, trabaja en Nintendo EPD.